# Lopodunum

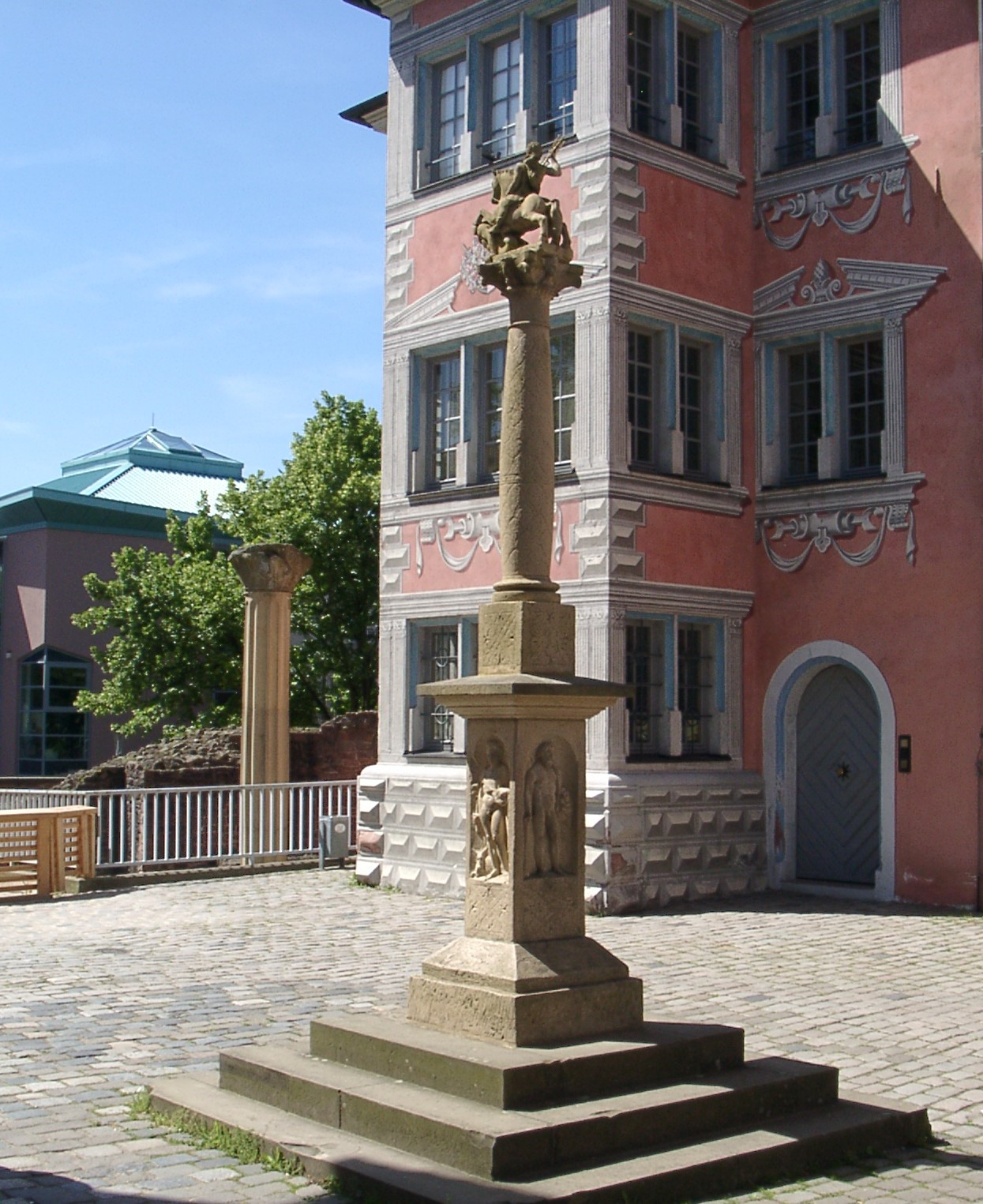
Jupitergigantensäule aus Ladenburg, Nachbildung vor dem Lobdengau-Museum

Lopodunum war eine römische Stadt, aus der das heutige Ladenburg (Rhein-Neckar-Kreis, Baden-Württemberg) hervorgegangen ist. Aus der frühesten Besetzungszeit im letzten Viertel des 1. Jahrhunderts n. Chr. sind zwei Kastelle bekannt, nach deren Aufgabe eine planmäßige Stadtgründung erfolgte. Der Beiname der zugehörigen Verwaltungskörperschaft (Civitas Ulpia Sueborum Nicrensium) legt nahe, dass dies zur Regierungszeit Kaiser Trajans (98–117 n. Chr.) stattfand, dessen ursprünglicher Name Marcus Ulpius Traianus lautete. Lopodunum war der Vorort der hier ansässigen Neckarsueben. Zeugnis dieser Vorortfunktion in römischer Zeit geben die Reste eines Forums sowie einer monumentalen Basilika. Das antike Ladenburg war einer der bedeutendsten Orte im Hinterland des Obergermanischen Limes bis zu dessen Aufgabe nach der Mitte des 3. Jahrhunderts. In der Spätantike, als der Rhein wieder die Reichsgrenze bildete, wurde von den Römern erneut eine militärische Anlage in Form eines Ländeburgus im Stadtgebiet angelegt.

## Geschichte

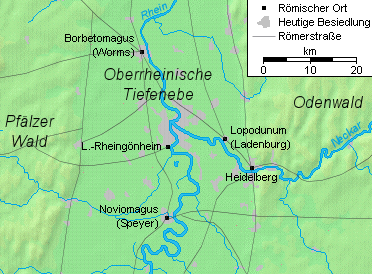
Rhein-Neckar-Region in römischer Zeit

### Vorgeschichte
Das Gebiet am Unterlauf und im Schwemmkegel des Neckar wies schon vor dem Vordringen der Römer an den Rhein eine weitgehende Besiedlung auf. Namensgebend für die römische Gründung war vermutlich das keltische Toponym Lokudunum (zu deutsch „Seeburg“). Das lateinische Lopo- stellt eine lautliche Assimilierung beziehungsweise eine Vermischung aus lateinisch lupus (Wolf) und dem thematischen keltischen loku dar. Neben Fundstellen in der Ebene zeugen besonders die Ringwallanlagen auf dem nahe gelegenen Heiligenberg von der keltischen Besiedlung in diesem Raum. Das Fehlen von Fundmaterial seit der Mitte des 1. Jahrhunderts v. Chr. ist möglicherweise eine Folge des Gallischen Kriegs und für das rechtsrheinische Südwestdeutschland typisch („Helvetier-Einöde“). Nahe dem Rhein zwischen Neckar und Main sind einige Gräberfelder bekannt, die nach längerer wissenschaftlicher Diskussion heute als germanisch angesehen werden und unter dem Begriff Oberrheinsueben zusammengefasst werden. Bereits Kaiser Tiberius (regierte 14–37 n. Chr.) ließ hier Jahrzehnte vor den rechtsrheinischen Eroberungen (Chattenkriege Kaiser Domitians) Sueben im Vorfeld der Reichsgrenze am Rhein ansiedeln. Im Ladenburger Stadtgebiet liegen Siedlungsfunde in den Fluren Lustgarten, Weihergärten und Ziegelscheuer vor, ferner Bestattungsplätze im Bereich der Kiesgrube Rechts des Wallstädter Wegs und am Erbsenweg (mit zugehöriger Siedlung). Die oberrheinsuebischen Bevölkerungsgruppen im Bereich des unteren Neckars, also rund um Ladenburg, bildeten die Gruppe der Neckarsueben – eine Stammesbezeichnung, die später in römischer Zeit auch auf Inschriften auftaucht.
Im Verlauf des 1. Jahrhunderts n. Chr. begannen die Römer, die Verkehrswege am Rhein auszubauen. Bereits vor der Einrichtung des Limes wurde die rechtsrheinische Route der römischen Rheintalstraße ausgebaut. Als kürzeste Verbindung zwischen den bedeutenden Legionsstandorten an Rhenus (Rhein) und Danuvius (Donau) führte sie von Mogontiacum (Mainz) über Groß-Gerau–Gernsheim–Ladenburg nach Süden, wo sie bei Offenburg gegenüber von Argentoratum (Straßburg) die von Gnaeus Pinarius Cornelius Clemens angelegte „Kinzigtalstraße“ erreichte.

### Militärstandort im späten ersten Jahrhundert n. Chr.
In den 70er Jahren des ersten Jahrhunderts legten die Römer im Gebiet der heutigen Ladenburger Altstadt, die sehr zentral innerhalb der Neckarebene liegt, nacheinander zwei Kastelle an. Das Lagerdorf (vicus) von Kastell I überlagert Kastell II, so dass Kastell II älter sein muss. Der bereits nach wenigen Jahren erfolgte Neubau könnte auf einen Wechsel der hier stationierten Truppe hindeuten. Beide Kastelle befanden sich auf dem vor Hochwasser geschützten Hochufer des Nicer (Neckar). Wie in vielen rückwärtigen Kastellen war hier mit hoher Wahrscheinlichkeit eine Reitereinheit (ala) stationiert. Darauf deuten die Größe von Kastell I, dazugehörige Pferdeställe, charakteristische Fundstücke von Pferdegeschirr sowie der Weihestein eines decurio der Ala I Cannanefatium hin, der 1906 verbaut in der mittelalterlichen Stadtmauer gefunden wurde. Ein Ausbau des ursprünglich mit einer Rasensodenmauer errichteten Kastell I in Stein erfolgte in domitianischer Zeit um 90 n. Chr.
Die Ala I Cannanefatium ist zwischen 74 und 90 n. Chr. durch Militärdiplome als Teil des obergermanischen Heeres bezeugt. Erstmals im Jahr 116 erscheint sie in Pannonien, wohin sie von Trajan (regierte 98–117 n. Chr.) zu den Dakerkriegen abkommandiert wurde. Ebenfalls in die Zeit Kaiser Trajans fällt die Aufgabe des Kastells, wobei die Mauern abgebrochen und die Spitzgräben verfüllt wurden. Die Schuttschichten enthielten Keramik aus trajanischer Zeit. Die Aufgabe des rückwärtigen Militärstandortes geht einher mit parallelen Entwicklungen im gesamten Hinterland des Limes. Unter Trajan wurden rückwärtige Garnisonen wie in Nida-Heddernheim, Wiesbaden und Groß-Gerau aufgelöst und die Einheiten an den Limes verlegt. In den nun weitgehend entmilitarisierten Gebieten im Hinterland des Limes erfolgte daraufhin eine grundlegende administrative und politische Neustrukturierung, die auch Lopodunum betraf.

### Die Stadt in der hohen Kaiserzeit
Mit dem Abzug des Militärs wurde die Siedlung noch unter Trajan planmäßig zu einem zivilen Zentralort umgewandelt. Die genaue Datierung dieser „Stadtgründung“ ist unklar, allerdings sprechen einige archäologische Detailbeobachtungen für eine Verortung in den Jahren nach 106. Der markante Einschnitt in die Infrastruktur der Siedlung wird dadurch deutlich, dass nun im hinteren Bereich (retentura) des aufgegebenen Kastells ein städtisches Forum mit monumentaler Basilika entstand. Die Gesamtanlage findet mit einer Größe von 130 × 84 m keine Entsprechung in den größeren städtischen Siedlungen rechts des Rheins. Vermutet wird daher die Planung einer weitergehenden Funktion Ladenburgs (colonia oder municipium?), die aus unbekannten Gründen nicht zu Ende geführt wurde. Verschiedene Indizien wie das Fehlen von Funden, besonders Fußbodenteilen, aus den Bodenschichten der Basilika sprechen dafür, dass sie nicht fertiggestellt wurde. Das Forum war aber voll funktionsfähig, worauf Funde von Ziegelplattenböden und anderer Architekturteile in den Ladenlokalen hindeuten. Ungefähr um diese Zeit wurde auch ein Theater errichtet.
Lopodunum erfüllte damit im 2. und 3. Jahrhundert die Funktion eines Zentralortes im unteren Neckargebiet, dem Kraichgau und der Bergstraße. Dieses Areal bildete eine Gebietskörperschaft, die Civitas Ulpia Sueborum Nicrensium, die ebenfalls durch Kaiser Trajan eingerichtet worden war. Die nächsten Zentralorte dieser Art befanden sich nördlich in Dieburg (Zentrum der Civitas Auderiensium), östlich in Bad Wimpfen (Civitas Alisinensium), südlich in Aquae (Baden-Baden) (Civitas Aurelia Aquensis) und südöstlich möglicherweise in Portus (Pforzheim). Nach Westen hin bildete der Rhein die Grenze zu den Civitates der Nemeter – mit dem Hauptort Noviomagus (Speyer) – und der Vangionen – mit dem Hauptort Borbetomagus (Worms). Die Stadt erlebte ihre Blütezeit im 2. und frühen 3. Jahrhundert. In ihrem Umland entstanden bedeutende Landgüter (villae rusticae), von denen gut ergrabene Beispiele in Hirschberg-Großsachsen und in Ladenburg selbst („Ziegelscheuer“) vorliegen. Grundlage der wirtschaftlichen Blüte dürfte die Präsenz der zahlungskräftigen römischen Grenztruppen gewesen sein. Die städtischen Privathäuser bestanden bis um die Mitte des 2. Jahrhunderts vorwiegend aus Fachwerk. Die aus dem Kastellvicus hervorgegangenen Teile der Siedlung an der Fernstraße nördlich und südlich des Kastells wiesen eine Bebauung in Form von bis zu 30 m langen Streifenhäusern auf. Erst ab der Mitte des 2. Jahrhunderts wurden Steingebäude mit durchschnittlichen Größen bis zu 2000 m² üblich, wobei gelegentlich mehrere Grundstücke zusammengelegt wurden.

### Ende der Stadt und Spätantike

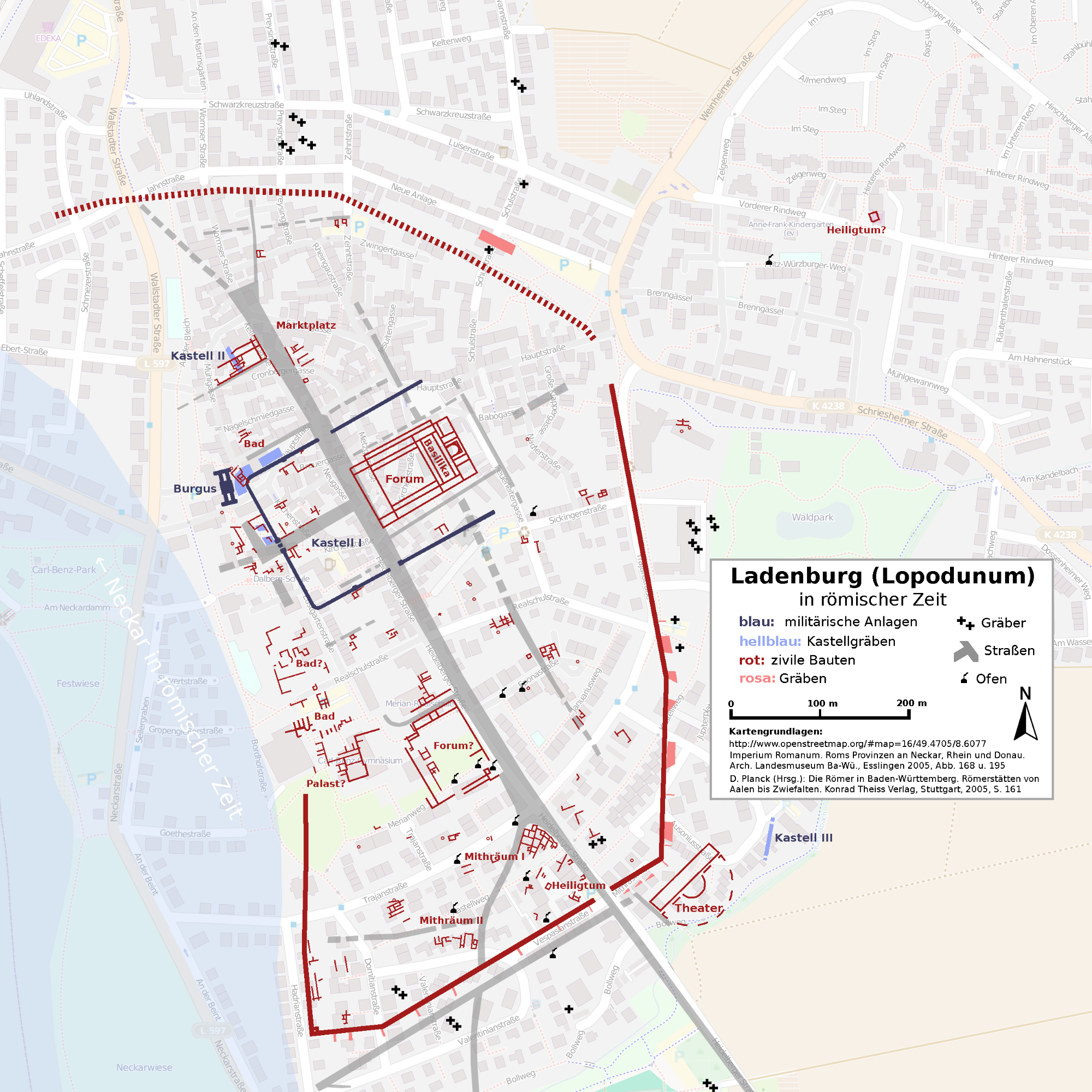
Karte des römischen Ladenburg

In der ersten Hälfte des 3. Jahrhunderts – am ehesten in den Jahren um 230 – wurde eine Stadtmauer rund um Lopodunum errichtet, die mit Toren und Zwischentürmen ausgestattet war. Ihre Länge kann zu 2,7 km ergänzt werden. Unklar und in der Fachwelt umstritten ist jedoch, ob die Stadtmauer zur Abwehr feindlicher Angriffe entstand und damit auf eine verschlechterte Sicherheitslage hindeutet oder ob sie vielmehr Reichtum und Bedeutung Lopodunums zur Schau stellen sollte und damit gerade auf eine ungestörte Entwicklung der Stadt hinweist (oder ob beide Erklärungen einen Teil der Wahrheit treffen). Diese Frage ist möglicherweise verbunden mit ihrer genauen Datierung, da die ersten nachweisbaren germanischen Einfälle in die römische Provinz Obergermanien just im Jahr 233 erfolgten. Bezüglich der baulichen Gestaltung weist die Mauer einerseits an einigen Stellen Hinweise auf, dass sie in einer gewissen Eile entstanden ist, andererseits scheint sie auf der gesamten Länge sorgfältig und repräsentativ mit Zinnendeckeln ausgestattet worden sein und ein großzügig bemessenes Gebiet eingeschlossen zu haben. Auch ob die ab den 230er Jahren aufkommenden germanischen Plünderungszüge in das Römische Reich Ladenburg und seine Civitas überhaupt betrafen, lässt sich nicht klar feststellen, da aus der Stadt und ihrer direkten Umgebung keine Befunde vorliegen, die sich eindeutig mit feindlichen Überfällen in Verbindung bringen lassen.
Das Ende der Stadt kam um die Mitte des 3. Jahrhunderts mit dem sogenannten Limesfall. Als die kaiserlichen Truppen 260 abgezogen wurden, scheint die verbliebene römische Zivilbevölkerung ihnen gefolgt zu sein. Jedenfalls ließen sich bald darauf germanische Siedler im Stadtgebiet nieder. Alamannische Bodenfunde liegen aus der Südstadt bereits für die Zeit kurz nach 260 vor.
Nachdem der Rhein wieder die Reichsgrenze bildete, blieb das Stadtgebiet aufgrund seiner strategischen Lage weiterhin im Einflussbereich der Römer. Neben einem kurzfristig belegten Kastell des 4. Jahrhunderts wird dies vor allem durch die Reste eines burgus bezeugt, der unter dem heutigen neuen Rathaus entdeckt werden konnte. Er entstand zusammen mit weiteren Befestigungsanlagen der Region unter Kaiser Valentinian I. um 370. Die Befestigung lehnte sich als Schiffslände direkt an das Neckarhochufer an; sie diente offenbar der Vorfeldüberwachung und war nur vom Fluss aus erreichbar, da sie kein Tor zur Landseite besaß. Bald nach 400 wurde der burgus aufgegeben, worauf im 5. Jahrhundert wieder Germanen im Stadtgebiet siedelten.

## Römische Bauten

### Kastelle

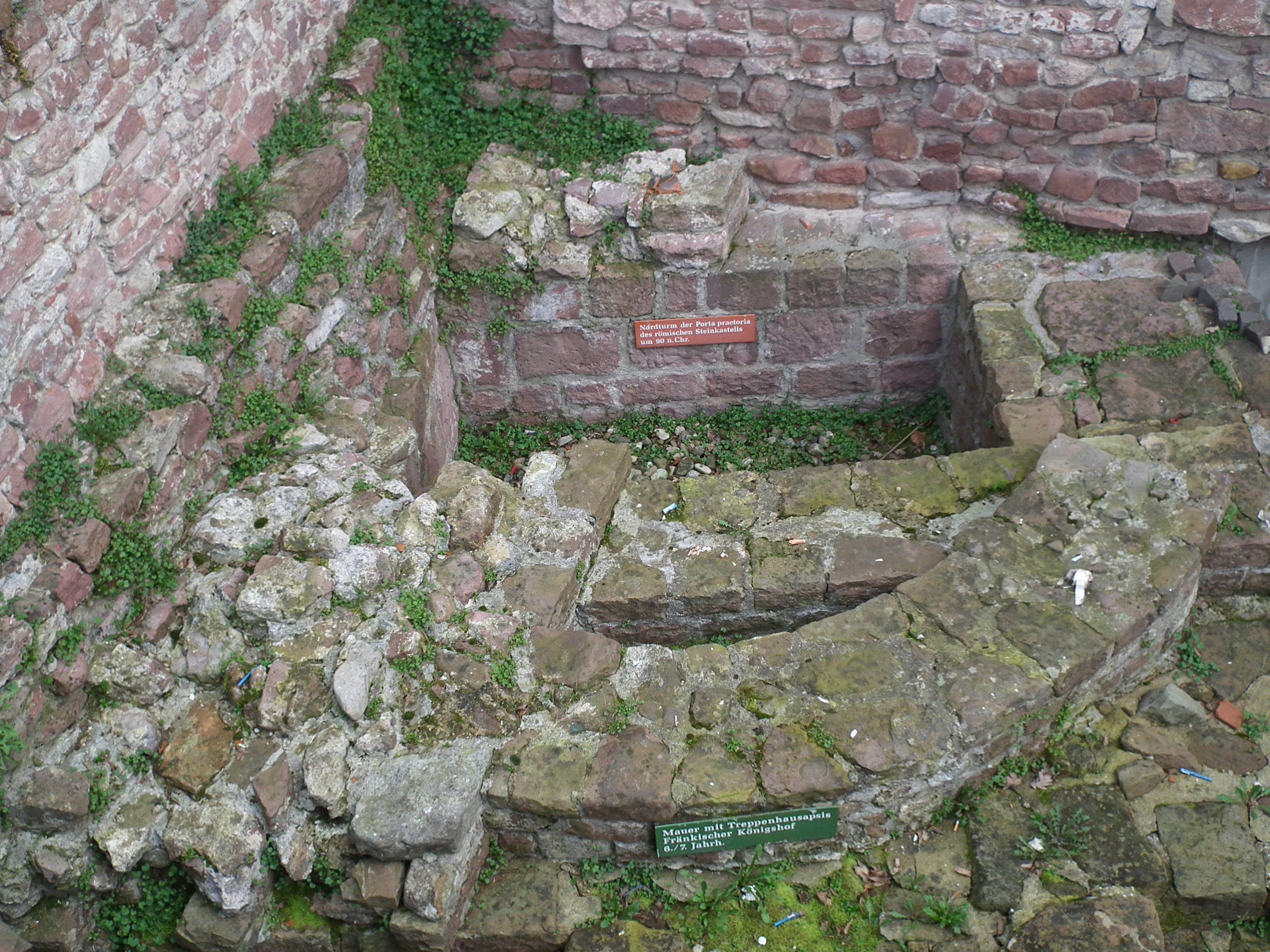
Nordturmfundament der porta praetoria (quadratisches Fundament) mit Einbau des späteren fränkischen Königshofes (Treppenhausapsis)

Das ältere Kastell II wurde 1962 entdeckt. Teile der östlichen Umwehrung konnten auf 34 m Länge nachgewiesen werden. Sie bestand aus einem fünf Meter breiten und zwei Meter tiefen Spitzgraben sowie einer drei Meter breiten Rasensodenmauer. Vier massive Pfosten weisen auf einen hölzernen Turm hin. Lagerbefunde aus dem westlich liegenden Kastellbereich konnten wie die Innenbebauung nicht nachgewiesen werden, möglicherweise wurden sie vom Neckar abgeschwemmt.
Das nach Südosten versetzte Kastell I wird das ältere Kastell nach wenigen Jahren abgelöst haben. Es besaß zunächst ebenfalls eine Rasensodenmauer mit einer Breite von 4,2 m sowie mehreren Zwischentürmen. Davor lagen zwei Spitzgräben mit einer Breite von sieben Metern und einer Tiefe zwischen drei und 3,6 m. Ausgerichtet war es mit der porta praetoria auf den westlich vorbeifließenden Neckar. Die Größe lässt sich mit 238 × 164 m rekonstruieren, was einer Fläche von knapp vier Hektar entspricht.
Um 90 n. Chr. wurde die Rasensodenmauer durch eine 2,2 m breite Steinmauer ersetzt. Teilweise war sie noch bis zu 1,8 m hoch erhalten, die ursprüngliche Höhe dürfte bei 5,5 m gelegen haben. Teile des Haupttores sind in einem archäologischen Fenster an der Sebastianskapelle freigelegt. Dort ist die neun Meter breite doppelte Tordurchfahrt mit zwei Tortürmen zu sehen.

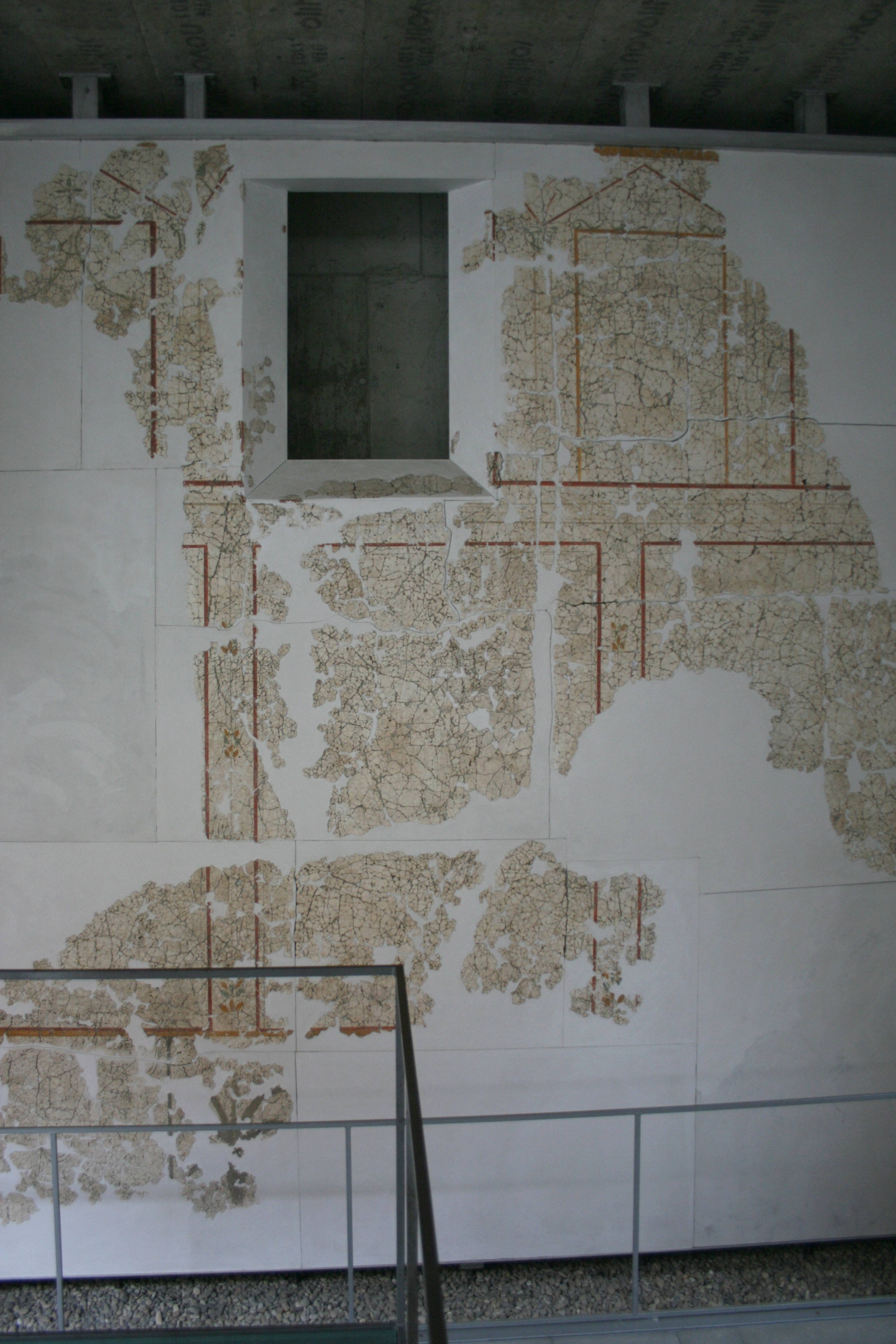
Wandverputz aus dem praetorium des Kastell I, Ausstellung am Fundort

Durch das Kastell verlief als via principalis die römische Fernstraße in Nord-Süd-Richtung. Das am Kreuzungspunkt der Straßen befindliche Stabsgebäude (principia) ist in mehreren Bauphasen nachgewiesen; zunächst handelte es sich um einen Fachwerkbau mit einer Größe von 34 × 36 m. Auch das nördlich anschließende Wohnhaus des Kommandanten bestand zunächst aus Fachwerk und weist ebenfalls mehrere Bauphasen auf. Bemerkenswert ist der gefundene Wandverputz eines über fünf Meter hohen, saalartigen Innenraumes. Er kann in einer Ausstellung zusammen mit den jüngeren Bauresten des Südforums am Fundort in der Metzgergasse besichtigt werden.

### Zivilsiedlung
Die Bebauung der Zivilsiedlung reicht nicht mehr ähnlich weit nach Norden wie die zuvor dort befindliche Lagersiedlung. Vielleicht bestand südlich des Kastells eine zivile Siedlung neckarsuebischer Prägung, worauf vereinzelte Funde hindeuten. Generell ist nördlich des Kastells beziehungsweise von Forum und Basilika mit erheblichen Abschwemmungen durch den Neckar zu rechnen, weshalb vermutlich der Nachweis der Stadtmauer und eines Gräberfeldes an der nördlichen Ausfallstraße bisher nicht gelang. Die Stadtgröße ist mit 40 ha anzugeben.

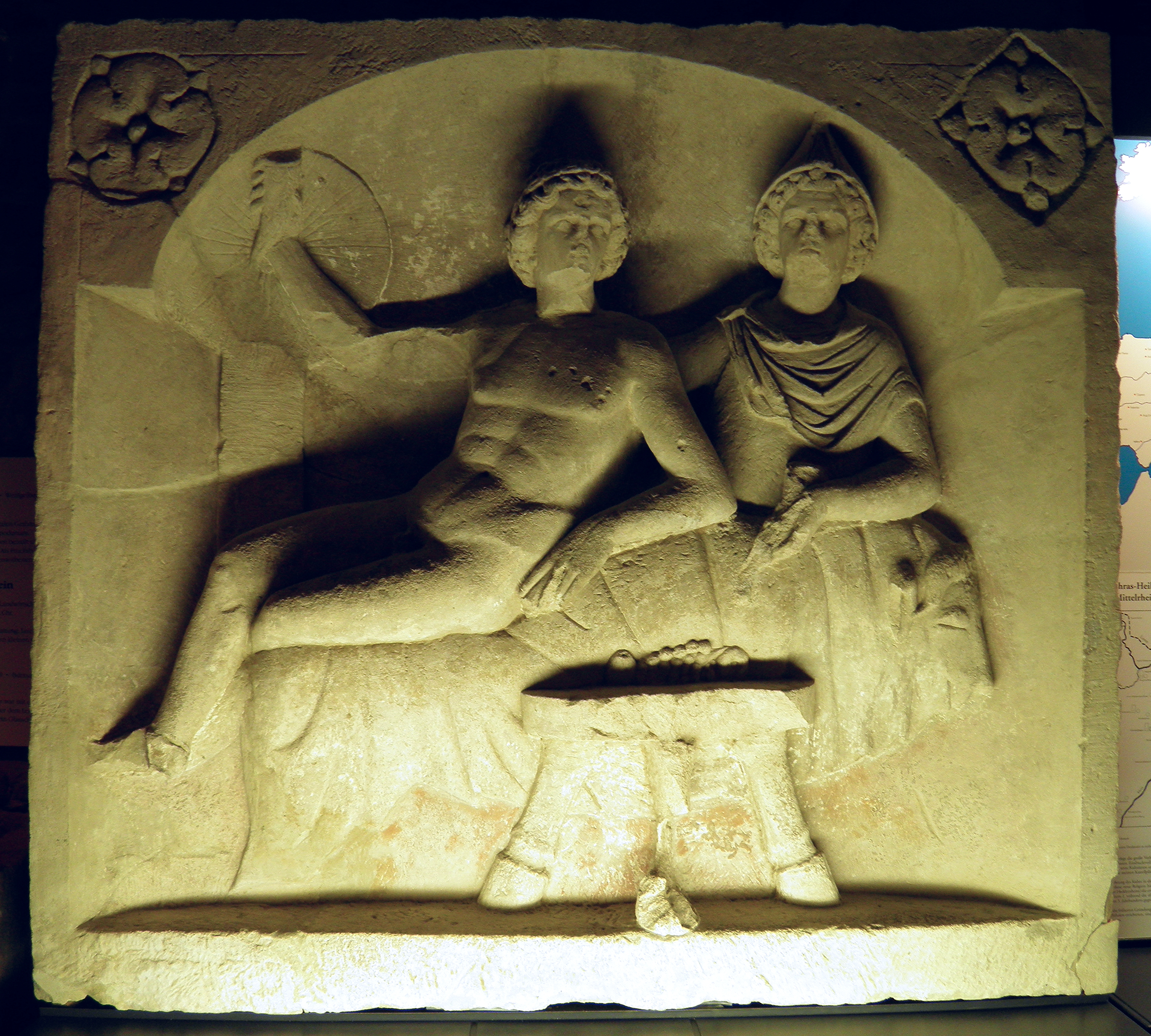
Mithras-Sol-Relief mit Kultmahlszene

Das Stadtbild wurde dominiert durch das im Kastellbereich errichtete Forum und die Basilika. Eine großzügige Anlage südlich davon an der Straße nach Heidelberg wird als macellum oder zweites Forum gedeutet, ursprünglich hielt man es für eine mansio. Hier wurde 1973 ein Bronzeschatz gefunden, der aus 51 Bronzeobjekten bestand. Der Hort war vermutlich in der Zeit des Limesfalls niedergelegt worden. Die Stücke sind als Beschlagteile eines zweiflügeligen Prunkportals mit einer Höhe von vier Metern und einer Breite von über zwei Metern identifiziert worden.
Westlich im Bereich des heutigen Carl-Benz-Gymnasiums und der Lobdengau-Halle befand sich ein mindestens 75 m langer Baukörper. Große beheizbare Räume, ein Badetrakt, symmetrischer Grundriss und apsidial gestaltete Gebäudeecken deuten auf einen Repräsentationsbau einer hochgestellten Persönlichkeit hin. Ursprünglich wurde darin ein Bad vermutet. Er ähnelt einem Gebäude in Heidenheim an der Brenz. Ein größerer Speicherbau (horreum) im Südwesten der Stadt gehörte vermutlich zu einem Flusshafen, wie er auch in Nida-Heddernheim nachgewiesen wurde.
Vor dem rechten Seitentor (porta principalis dextra) des Kastells wird ein beheizbares Steingebäude mit zahlreichen Ziegelfunden als Kastellbad interpretiert. Wahrscheinlich wurden die Kastellthermen von der Zivilstadt zunächst weitergenutzt. Nördlich des Palastgebäudes wird ein weiteres Gebäude mit einer Größe von mindestens 45 × 25 m als Bad gedeutet. Lopodunum müsste von seiner Größe und Bedeutung auch über mehrere Tempel oder Heiligtümer verfügt haben, die aber nur vermutet werden können (siehe unten). Zwei Gebäude im Süden werden als Mithräum angesprochen. In einem der Gebäude fand sich ein Mithras-Sol-Relief mit einer Kultmahlszene.
Im Umfeld der Stadt befanden sich Gewerbebetriebe und die Gräberfelder. Nordöstlich der Stadtmauer konnte ein großer Kalkbrennofen freigelegt werden. An der nördlichen und südlichen Ausfallstraße werden die Gräberfelder vermutet, von denen in Ladenburg aber außerordentlich wenig bekannt ist.

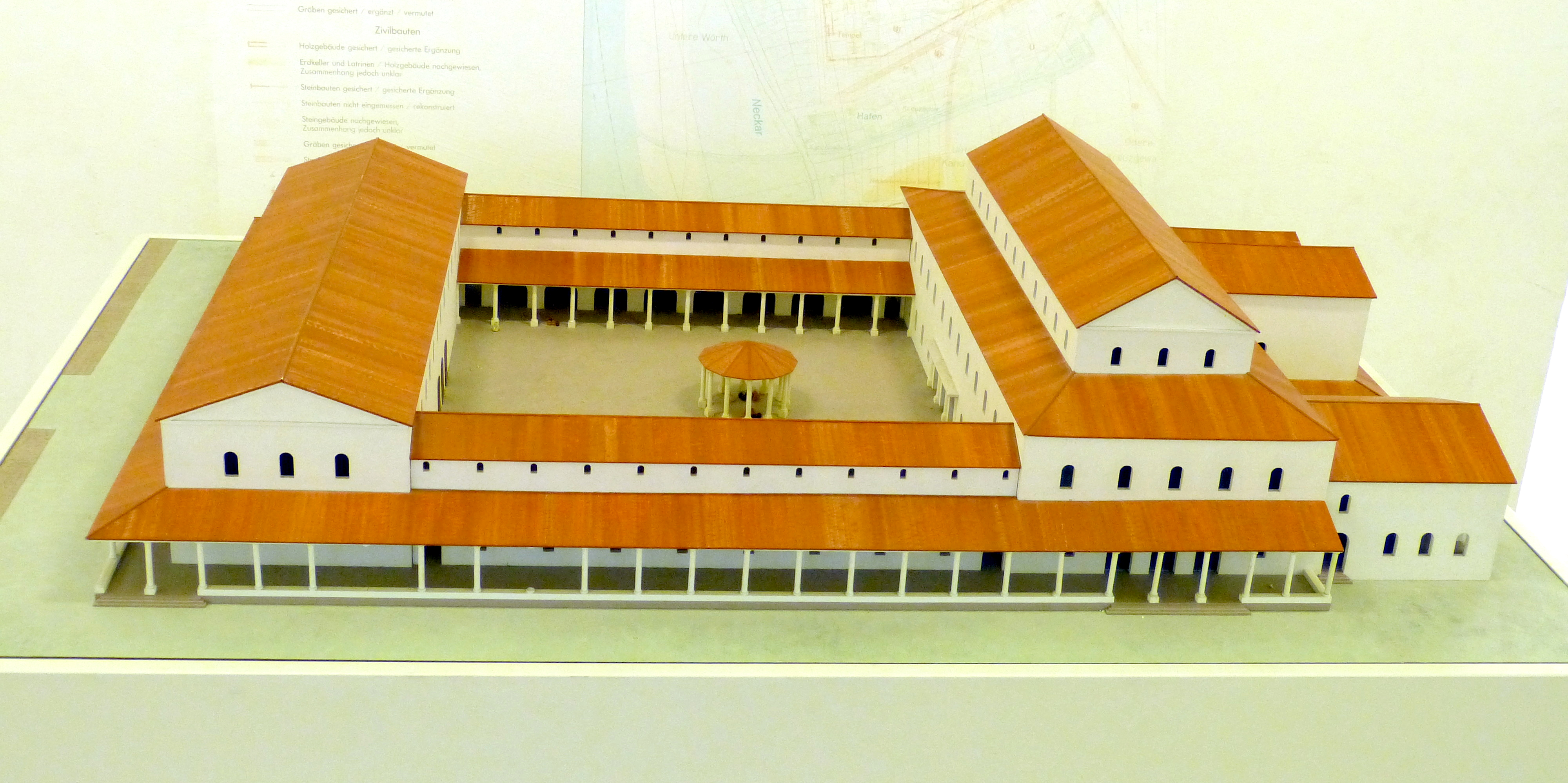
Modell des Forums und der Basilika im Archäologischen Landesmuseum Baden-Württemberg

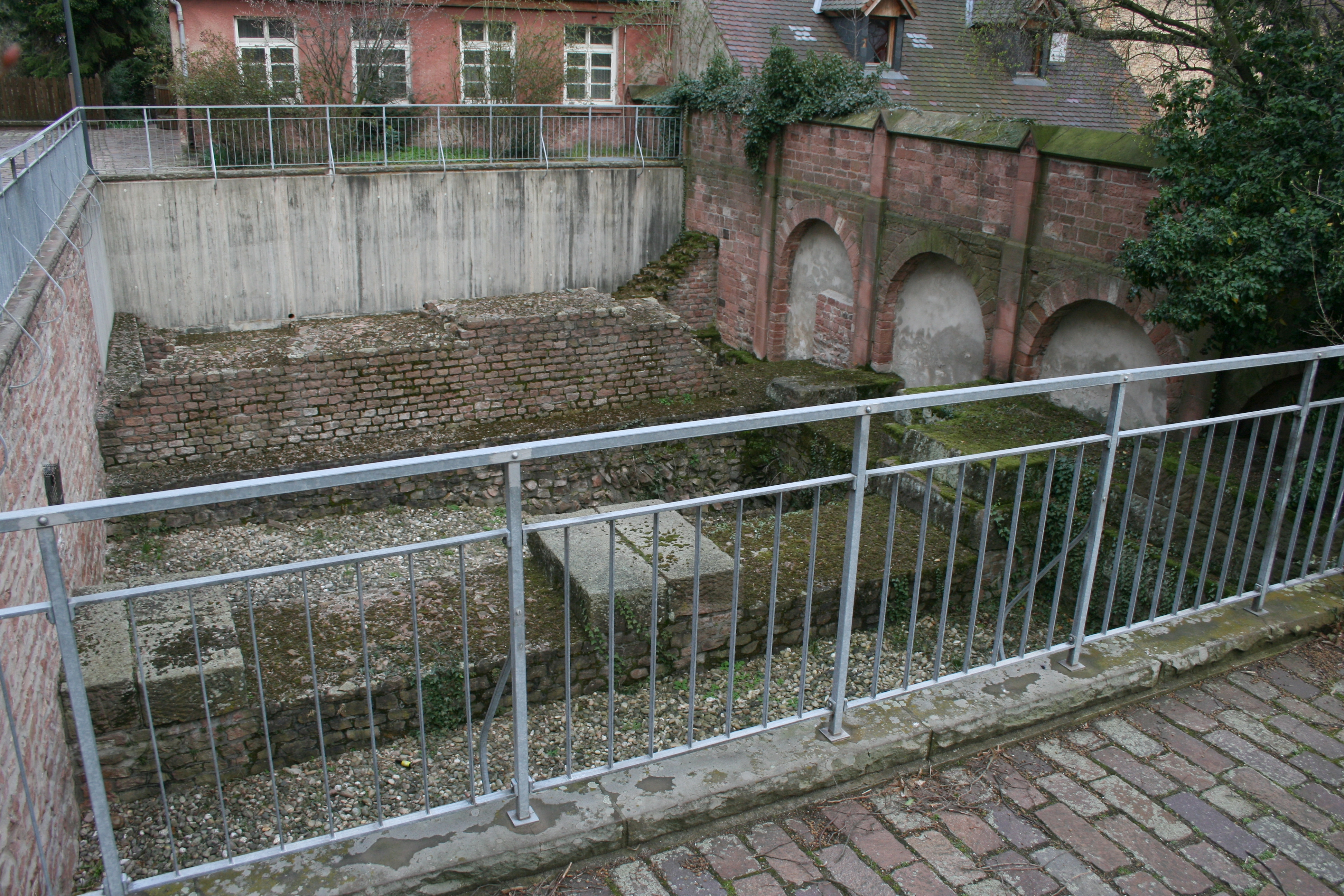
Freigelegte Fundamente der Basilika vor der St. Gallus-Kirche

#### Forum
Das Forum erstreckte sich zwischen der heutigen Neugasse und der St. Gallus-Kirche im hinteren Kastellbereich (retentura). Mit einer Gesamtgröße von 130 × 84 m befand es sich in der nördlichen Siedlungshälfte östlich der Rheintalstraße, die als zentrale Siedlungsachse direkt an der Vor- und Eingangshalle des Forums vorbeiführte. Der Komplex besitzt eine klare Gliederung mit zentralem Hof (Platzgröße 41,5 × 75 m) und flankierenden Gebäudeteilen. Die Ladenlokale an den Langseiten wurden innen und außen von Säulengängen begleitet. Den östlichen Abschluss bildete die dreischiffige Basilika.

#### Basilika
Die 1911 und 1935 ergrabene Basilika gehört mit einer Größe von 73 × 47 m zu den größten römischen Monumentalbauten nördlich der Alpen. Der Grundriss weist auf eine Pfeilerbasilika mit zweigeschossigen Arkaden an den Längsseiten. An den beiden Schmalseiten befanden sich jeweils Querhallen, während in der Tribunalapsis des Mittelbaus die Curia, der erhöhte Ratssaal des Ladenburger Stadtrats, anzunehmen ist. Der Chor der heutigen Kirche St. Gallus sitzt genau auf der römischen Apsis auf. Man kann heute noch eine ungefähre Vorstellung von der Größe des Gebäudes durch den gotischen Kirchenbau erhalten, da seine Länge der Breite der römischen Basilika entspricht.
Bis heute ist jedoch umstritten, ob die Basilika in der Antike jemals fertiggestellt und wie geplant genutzt wurde.

#### Theater

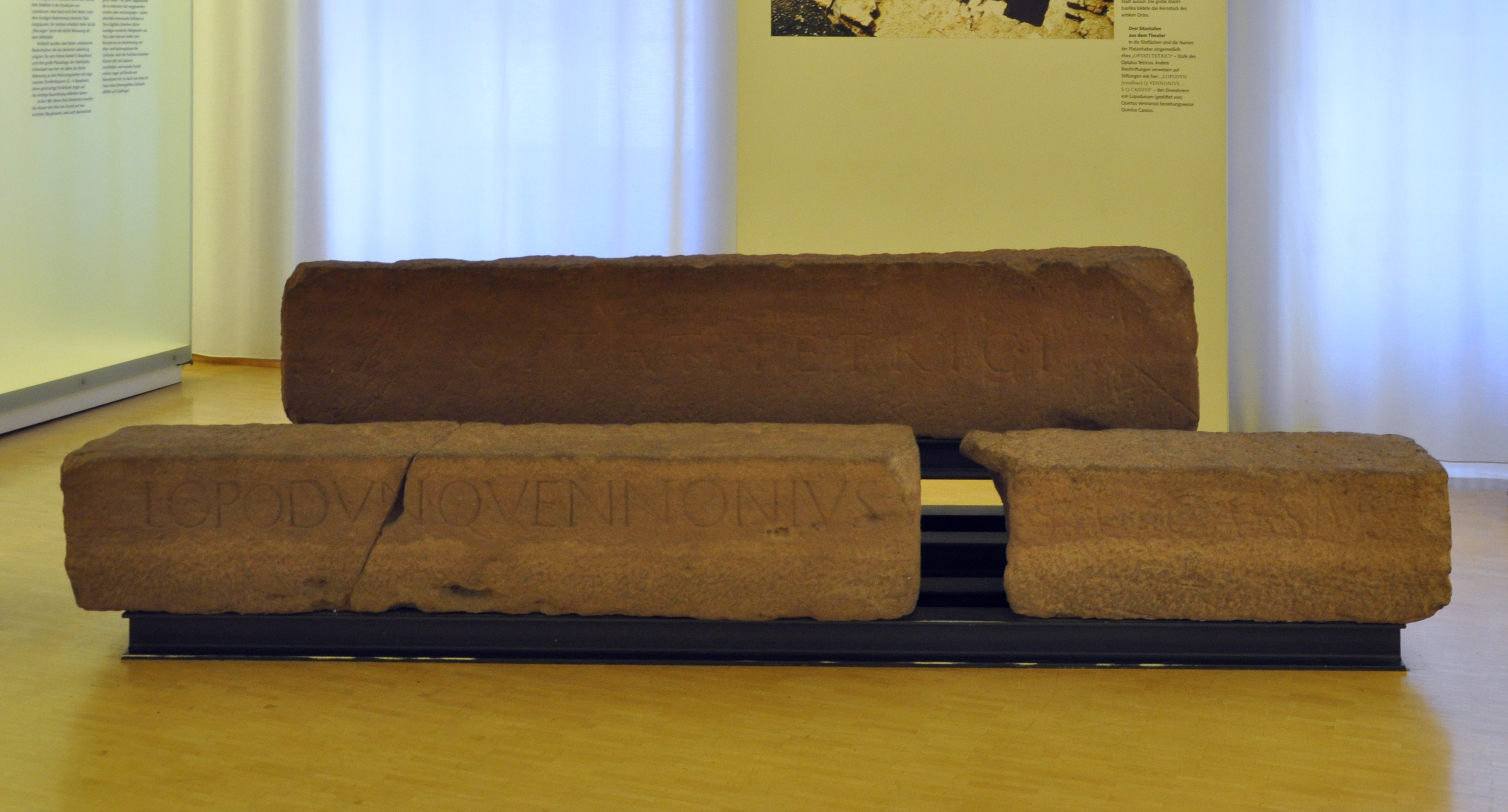
Theaterstufen mit Inschrift aus Ladenburg, heute im Archäologischen Landesmuseum in Konstanz

Vor der Südostecke der römischen Stadtmauer wurden 1967 die Reste eines Theaters entdeckt und durch Überbauung zerstört. Es konnte ein Bühnengebäude von etwa 90 m Länge sowie eine orchestra mit einer Breite von 30 m dokumentiert werden. Daran schlossen sich die Sitzreihen an, die in Ermangelung einer natürlichen Erhebung mit Erde aufgeschüttet waren, worauf man größere Steinblöcke aufgesetzt hatte. Die ersten dieser teilweise mit Inschriften versehenen Steine wurden 1867 entdeckt und nach Karlsruhe in das Badische Landesmuseum verbracht. Die Steine tragen teilweise die Namen der Stifter, die das Gebäude den vicani Lopodunenses vermacht hatten. An weiteren bedeutenden Funden ist ein Weihealtar für den Genius der Civitas der Neckarsueben zu nennen sowie ein Jupiterstandbild, wohl ehemals Teil einer im Gebäude aufgestellten Kapitolinischen Trias. Möglicherweise bestand eine Verbindung zwischen Kultbau und Theater, wie das für manche römische Theater, etwa in den Trierer Tempelbezirken Altbachtal oder am Irminenwingert, nachweisbar ist. In der nächsten Umgebung des Theaters wurde eine tönerne Schauspielermaske mit Dämonendarstellung gefunden.

#### Tempel
Der Mainzer Archäologe Johannes Lipps hat 2019 vorgeschlagen, zwei Fragmente großer Säulentrommeln aus Sandstein als Hinweise auf einen ungewöhnlich großen, monumentalen Tempelbau zu deuten. Aufgrund des Durchmessers von 107 cm rekonstruiert Lipps eine Säulenhöhe von gut 10 Metern; trifft dies zu, so muss der mutmaßliche Tempel auch die Basilika deutlich überragt haben; es hätte sich in diesem Fall um den größten bekannten römischen Tempel im heutigen Baden-Württemberg gehandelt. Die Frage, wo sich ein solches Bauwerk in Lopodunum befunden haben könnte, ist bislang ungeklärt.

### Spätantiker Burgus

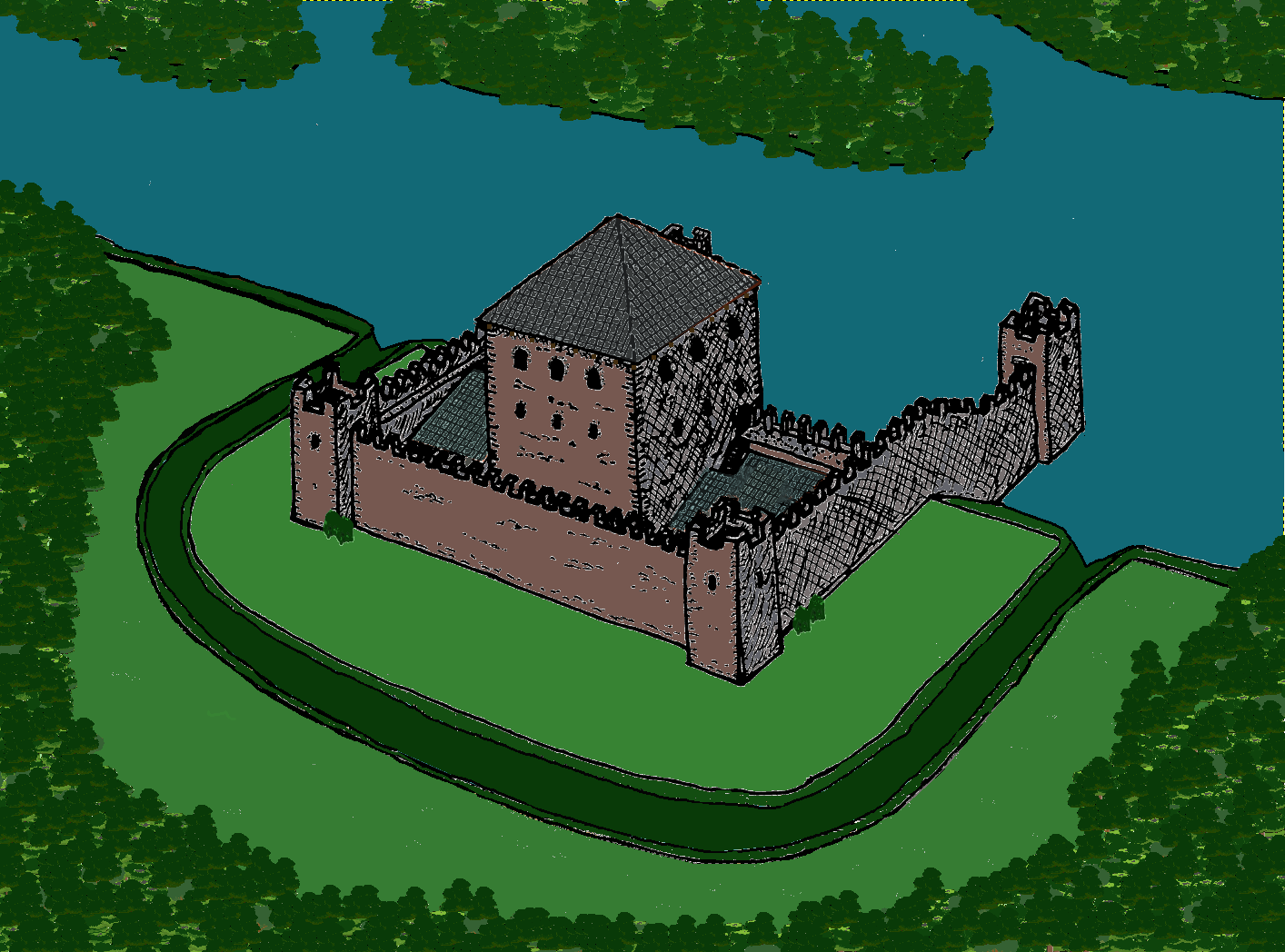
Rekonstruktionsskizze des Ladenburger Schiffslände-Burgus

Die Befestigung aus valentinianischer Zeit (370 n. Chr.) wurde 1979 beim Abriss eines Bauernhauses für den Neubau des Ladenburger Rathauses von Berndmark Heukemes entdeckt. Vermutlich wurde sie im Zusammenhang mit den letzten Verstärkungsmaßnahmen der Römer am Rheinlimes und zur Abwehr der Alamannen errichtet. Da das Mauerwerk des mehrgeschossigen Mittelturms noch teilweise bis zu 8 m hoch erhalten war, zählt der burgus zu den besterhaltenen Gebäuden seiner Art. Teile davon konnten in die westliche Rathausfront und eine Tiefgarage integriert werden. Die Anlage war auf einer Grundfläche von 40 × 40 m konzipiert. Umschlossen wurde sie an drei Seiten von einem Spitzgraben mit einer Breite von 5,5 m und einer Tiefe von 3,3 m. Mittelpunkt der Anlage war ein quadratischer Turm (Kernwerk) mit einer Seitenlänge von 13,2–14 m und massivem Untergeschoss. Seine Dachdeckung bestand aus Blei, von der noch Teile aufgefunden werden konnten. Uferseitig waren Kasernengebäude an den Turm angelehnt, die Kernanlage wurde von einer Zangenmauer zur Landseite umschlossen, während sie zum Fluss als Schiffslände offen gehalten wurde. An den Ecken befanden sich kleine Türme mit einer Seitenlänge von 4,5 m.
Die Besatzung einer solchen Kleinfestung könnte zwischen 35 und 40 Mann betragen haben. Zusammen mit dem Kastell Altrip und einer ähnlichen Anlage bei Neckarau kontrollierten die Römer den Fluss und die Neckarmündung. Um 400 n. Chr. wurde der Burgus wieder aufgegeben.

## Forschungsgeschichte
Die Identifizierung Ladenburgs mit dem in der Mosella des Ausonius genannten Lupodunum gelang bereits vor über 400 Jahren. Sie geht auf den pfälzischen Historiographen Marquard Freher zurück, der den antiken Ursprüngen der Stadt die posthum erschienene Schrift De Lupoduno antiquissimo Alemaniae oppido commentariolus („Kurzer Kommentar über Lupodunum, die älteste Stadt Alamanniens“) widmete. Er berichtet darin auch – wie bereits in seinem früheren Werk Origines Palatinae – von in Ladenburg gefundenen römischen Inschriften und von Gebäuderesten, die beim Pflügen der Felder rund um den Ort zutage träten.
Das Interesse an den römischen Ruinen Ladenburgs erwachte in der zweiten Hälfte des 19. Jahrhunderts und wurde zunächst getragen vom 1859 gegründeten Mannheimer Altertumsverein. 1893 konnte der in Heidelberg tätige Epigraphiker Karl Zangemeister das in Inschriften häufig verwendete Kürzel CVSN als civitas Ulpia Sueborum Nicretum auflösen (wobei das Nicretum 1990 zu Nicrensium korrigiert wurde). Im Auftrag des Mannheimer Altertumsverein erforschte Karl Schumacher 1898/99 die römische Stadtmauer Ladenburgs, später widmete er sich neckarsuebischen Grabfunden. Hermann Gropengießer gelang 1912 die Entdeckung des Steinkastells, außerdem führte er Ausgrabungen in der Basilika durch. Wichtige Beobachtungen verdankt die Archäologie auch dem Ladenburger Stadtbaumeister Konrad Seel III.
In der Zeit nach dem Zweiten Weltkrieg war die Erforschung der römischen Stadt über 40 Jahre mit dem Namen Berndmark Heukemes verbunden. 1986 veröffentlichte er eine Zusammenstellung der römischen Fundplätze in seinem Gesamtplan des römischen Ladenburg. Der römische Stadtplan wurde seitdem besonders durch die Grabungstätigkeiten des Landesamts für Denkmalpflege Baden-Württemberg ergänzt. Funde aus der römischen Stadt werden im Lobdengau-Museum ausgestellt.